# Acan
Acan là một vị thần Maya về rượu và cơn say xỉn. Ông được nhận diện là loại bia địa phương có tên là balche, được làm từ mật ong lên men và thêm vỏ cây balche vào.